# Veliki Školj (Ugljan)
Koordinati:   44°01′50″N, 15°12′39″E
Veliki Školj je majhen nenaseljen otoček v Jadranskem morju, ki pripada Hrvaški.
Na jugozahodnem delu otoka Ugljan se nahaja zalivček Lamljana vela. Pred vhodom v ta zalivček leži Veliki Školj, ki je od rta Japlenički rt na Ugljanu oddaljen okoli 1 km. Njegova površina meri 0,17 km². Dolžina obalnega pasu je 1,57 km. Najvišji vrh na otočku je visok 55 mnm.